# Annona senegalensis
Annona senegalensis là loài thực vật có hoa thuộc họ Na. Loài này được Pers. mô tả khoa học đầu tiên năm 1806.

## Hình ảnh

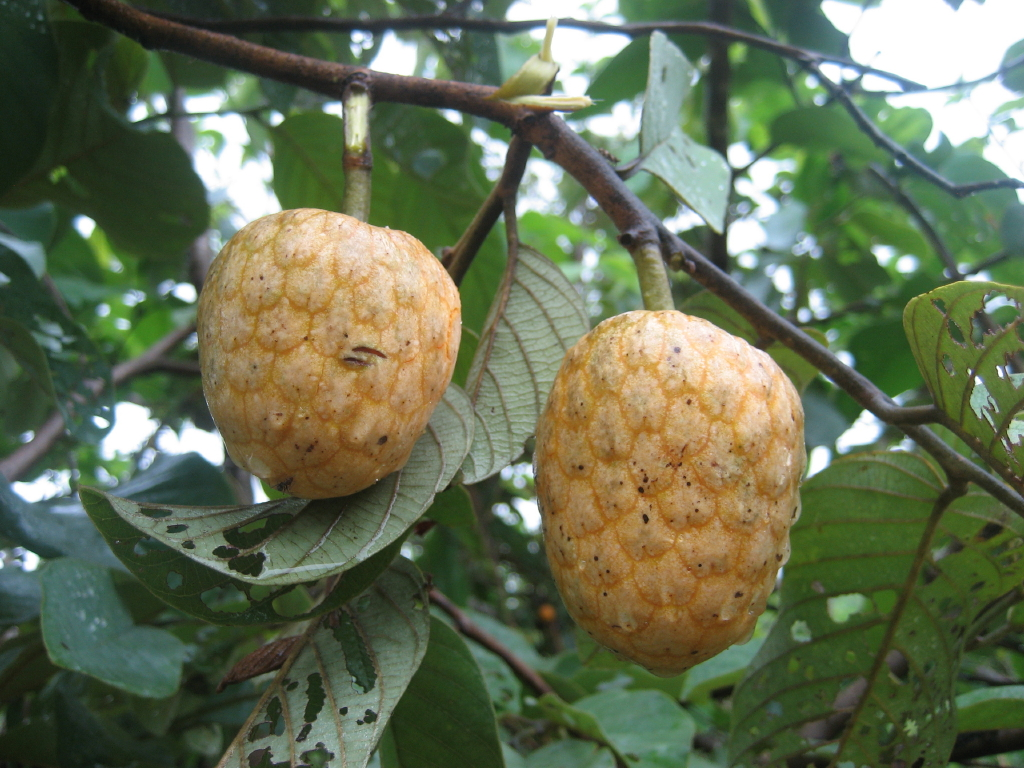
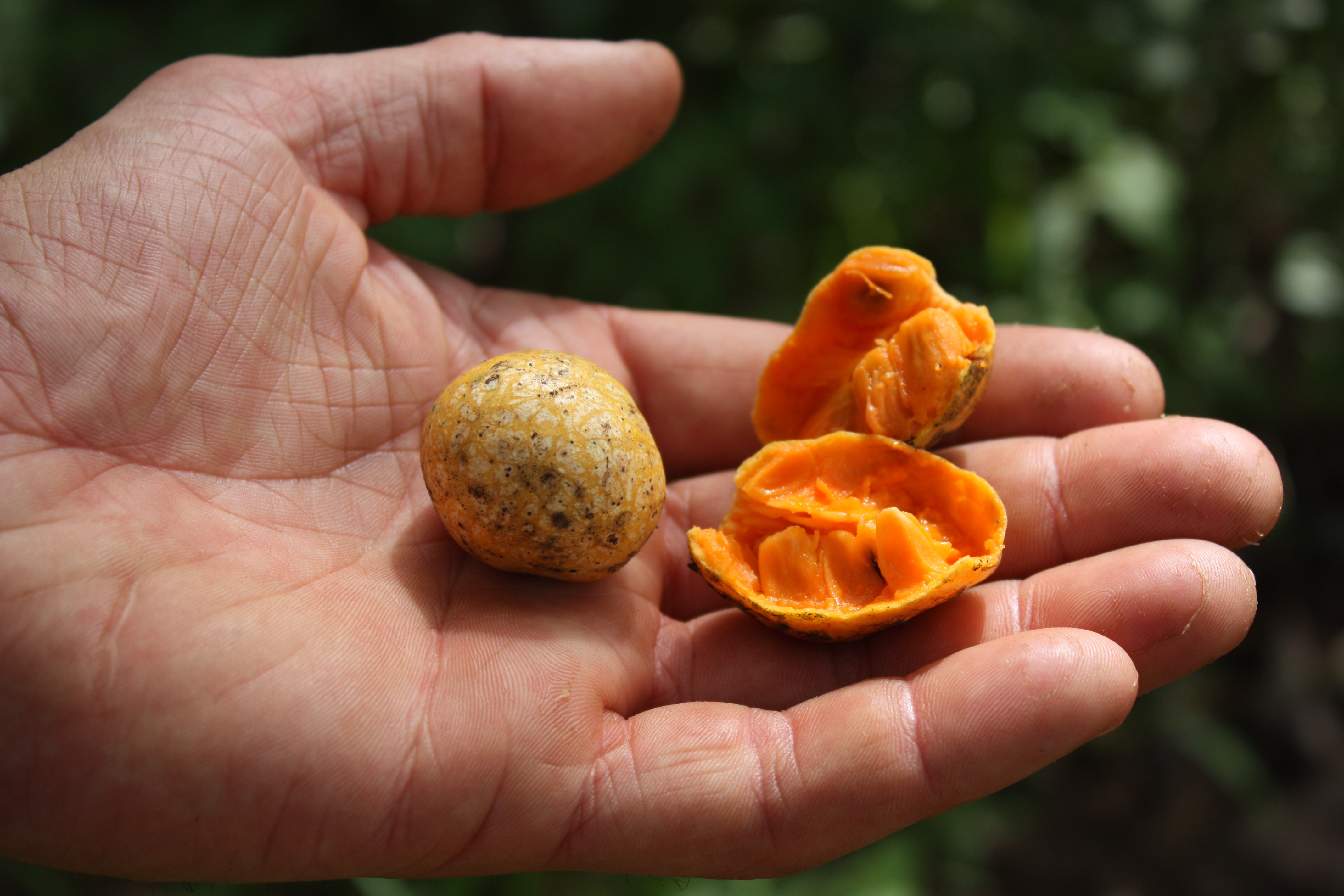